# Ólomhűtéses gyorsreaktor
Az ólomhűtéses gyorsreaktor a fissziós atomreaktorok egyik típusa. Ezt a típust a jövő egyik lehetséges atomenergetikai technológiájaként tartják számon. A típusnak több előnye is lehetne a jelenleg széles körben alkalmazott vízhűtéses reaktorokhoz képest. Jelenleg Oroszországban épül ilyen típusú atomerőmű, amit a következő néhány évben fejezhetnek be.

## Jellemzők
Az ólomhűtéses gyorsreaktorok tenyésztőreaktorok. Ez azt jelenti, hogy üzem közben több hasadóanyag termelődhet, mint amennyi elfogy. Ez lehetővé teheti a nukleáris üzemanyagciklus zárását.
Ennek az adja a jelentőségét, hogy az urán nem megújuló energiahordozó, ami miatt elfogyhat a gazdaságosan kibányászható mennyiség.
Az ólomnak, mint hűtőközegnek, az adja az egyik előnyét, hogy üzemi hőmérsékleten folyékony, ami miatt atmoszférikus nyomáson üzemelhet a reaktor. Ez a gazdaságosság és az üzembiztonság szempontjából is jelentős előny.
Egy esetleges tartálytörés esetén megszilárdul, ami kedvező.
Hátránya, hogy az ólom korrodálhatja az acélt.

## Alkalmazás napjainkban: Brest-OD-300
Napjainkban ilyen típusú atomerőmű a Roszatom Proriv (Áttörés) programjának részeként épül. A reaktor a Kísérleti Demonstrációs Energetikai Komplexum részeként épül. A telephelyen működik majd a világ első gyorsneutronos, ólomhűtésű, 300 MW teljesítményű blokkja.
A telephely révén megvalósulhat az, amiről eddig csak álmodtak az atomenergetikai szakemberek, vagyis záródhat majd a nukleáris üzemanyag-ciklus. Ez azt jelenti, hogy az erőmű üzemeltetéséhez nem kell majd külső üzemanyagforrást igénybe venni.